# Agnes Tschetschulin
Agnes Tschetschulin, född 24 februari 1859 i Helsingfors, död 23 april 1942 i Stockholm, var en en finländsk violinist, kompositör och musikpedagog.  
Tschetschulin föddes in i en köpmansfamilj i Helsingfors. Den ryskfödda fadern, kommerserådet Feodor Tschetschulin, ägde och drev en ångbåt. Modern Hilda (född Eckstein) var av svensk köpmanssläkt. Familjen inkluderade också tre andra systrar, Mélanie, Eugénie och den förstfödda Maria Tschetschulin, Nordens första kvinnliga student.  
Agnes Tschetschulin började studera violin med Gustav Niemann och sedan vid det nygrundade Helsingfors musikinstitut från 1882 till 1885 för Martin Wegelius och Anton Sitt. Bland de studerande vid den tiden fanns också Jean Sibelius. Hon fortsatte sina studier i ytterligare sex år på Königliche Hochschule für Musik i Berlin med Ernst Joachim, Emanuel Wirth och Joseph Joachim. Hon studerade komposition för Woldemar Bargiel och musikhistoria för Philipp Spitta. 1891 gav Tschetschulin sina första konserter i Berlin och Helsingfors, där hon framförde sina egna kompositioner.
Efter sina studier turnerade Tschetschulin som andraviolinist i en kvinnlig stråkkvartett tillsammans med Marie Soldat-Roeger. Hon fick sedan plats vid Cheltenham Ladies' College i England, där hon blev professor i musik och undervisade i fiol. Under sina sista år bodde Tschetschulin i Stockholm.
Tschetschulins romantiska och eleganta kompositioner inkluderar kammarmusikstycken som Gavotti, Valse gracieuse, Puszta Film och Alla Zingaresca. Utöver dessa skrev hon några sånger såväl som militära marscher, till exempel Vöyrin poikien marssi (Vöråpojkarnas marsch). Hennes kompositioner har publicerats av svenska, tyska och engelska förlag. 